# Yakṣa
Yakṣa, spesso anglicizzato in Yaksha — sanscrito: यक्श, pāli: Yakkha; cinese: Yecha (夜叉S, YèchāP); vietnamita: Dạ-xoa, coreano: Yacha, 야차 giapponese: Yasha (夜叉?); birmano: Ba-lu; thai: Yak, ยักษ์ — è uno spirito o demone che abita la natura selvaggia, originario della mitologia induista, poi confluito in quello buddista. Le femmine sono dette "yakṣī" o "yakṣiṇī" (pāli: "yakkhī" o "yakkhinī"). Il termine si riferisce anche ai servi semidei di Kubera e ai dodici generali celesti che proteggono il Buddha della Medicina Bhaiṣajya.

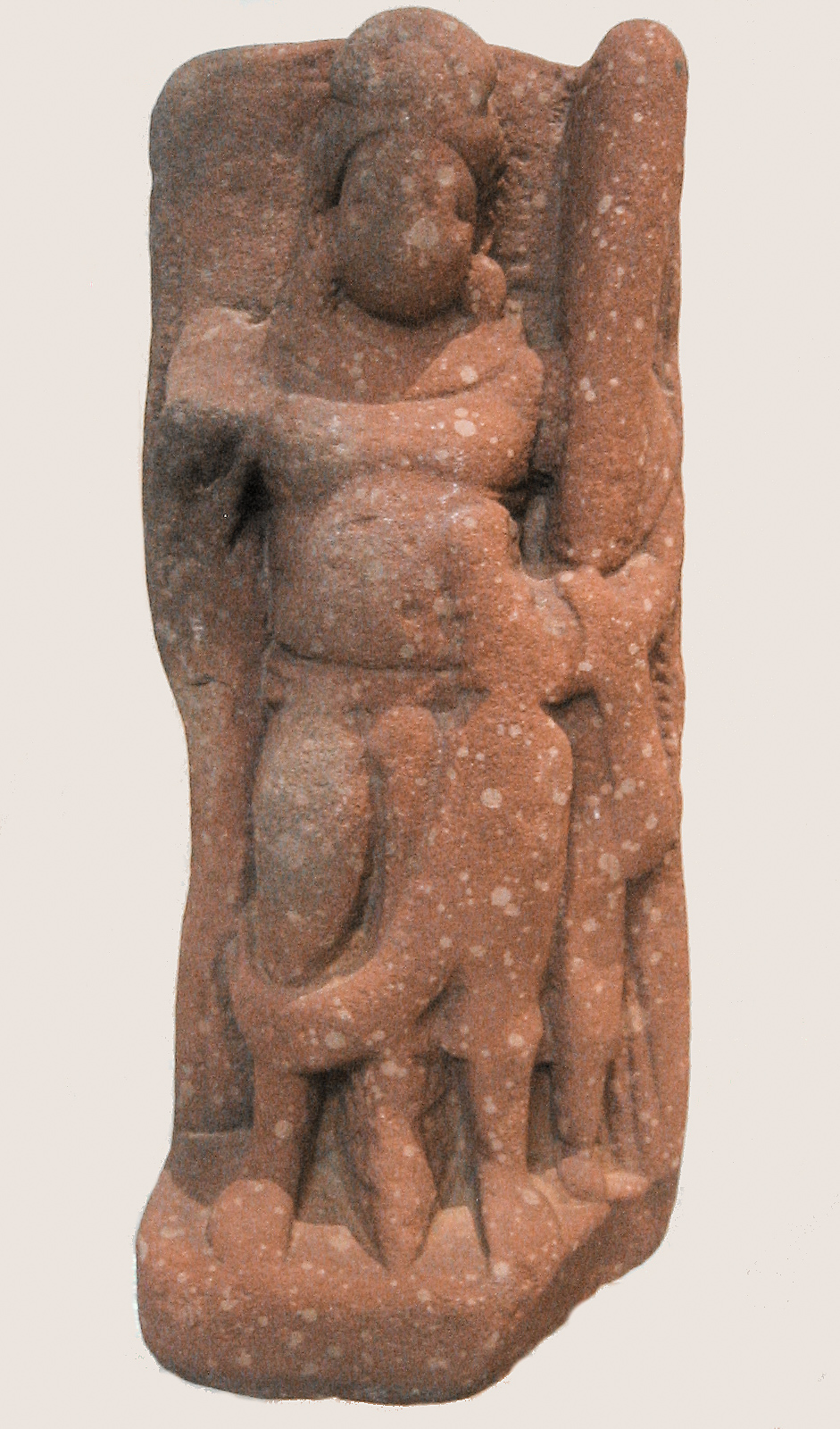
Statua di, Mathura, I-II secolo.

Gli yakṣa erano originariamente le divinità protettrici di foreste e villaggi, poi considerate protettrici della terra e dei tesori sepolti. Nella mitologia buddista, gli yakṣa sono servi di Vaiśravaṇa, equivalente del dio indù Kubera, Guardiano del Nord, un dio benefico che protegge i fedeli devoti al sutra del Loto. Yakṣa maligni sono ritratti come terrificanti guerrieri o nani robusti e corpulenti. Le femmine yakṣa, o yakṣiṇī, sono rappresentate come bellissime giovani con facce tonde e gioviali, seno prosperoso e fianchi larghi.

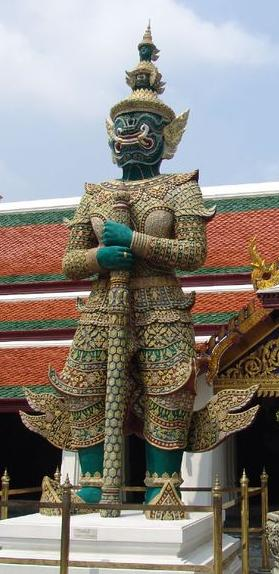
Uno dei 12 yak guardiani del Wat Phra Kaew di Bangkok, in Thailandia

A differenza dei rakṣasa, simili a ghoul, che provano gioia nell'arrecare sfortuna o morte al genere umano, gli yakṣa sono generalmente benevoli; in alcune storie di yakṣa, però, non manca un'aria di malvagità o minaccia.
Lo Yakṣapraśnāḥ ("domande degli yakṣa") è una storia induista che descrive un dialogo didattico tra gli yakṣa, spiriti tutelari di un lago, e l'eroe epico Yudhiṣṭhira.